# Macrocamera moderna
Macrocamera moderna är en mossdjursart som beskrevs av Bock och Cook 200. Macrocamera moderna ingår i släktet Macrocamera och familjen Eminooeciidae. Inga underarter finns listade i Catalogue of Life.